# I, An Actress
I, An Actress is een korte film uit 1977, geregisseerd door George Kuchar. De film is in 2011 in de National Film Registry opgenomen ter conservatie.